# Genette
Pour les articles homonymes, voir Genette (homonymie).
Taxons concernés
Dans la famille des Viverrinae :
- les espèces des genres :
  - Genetta
  - Osbornictismodifier

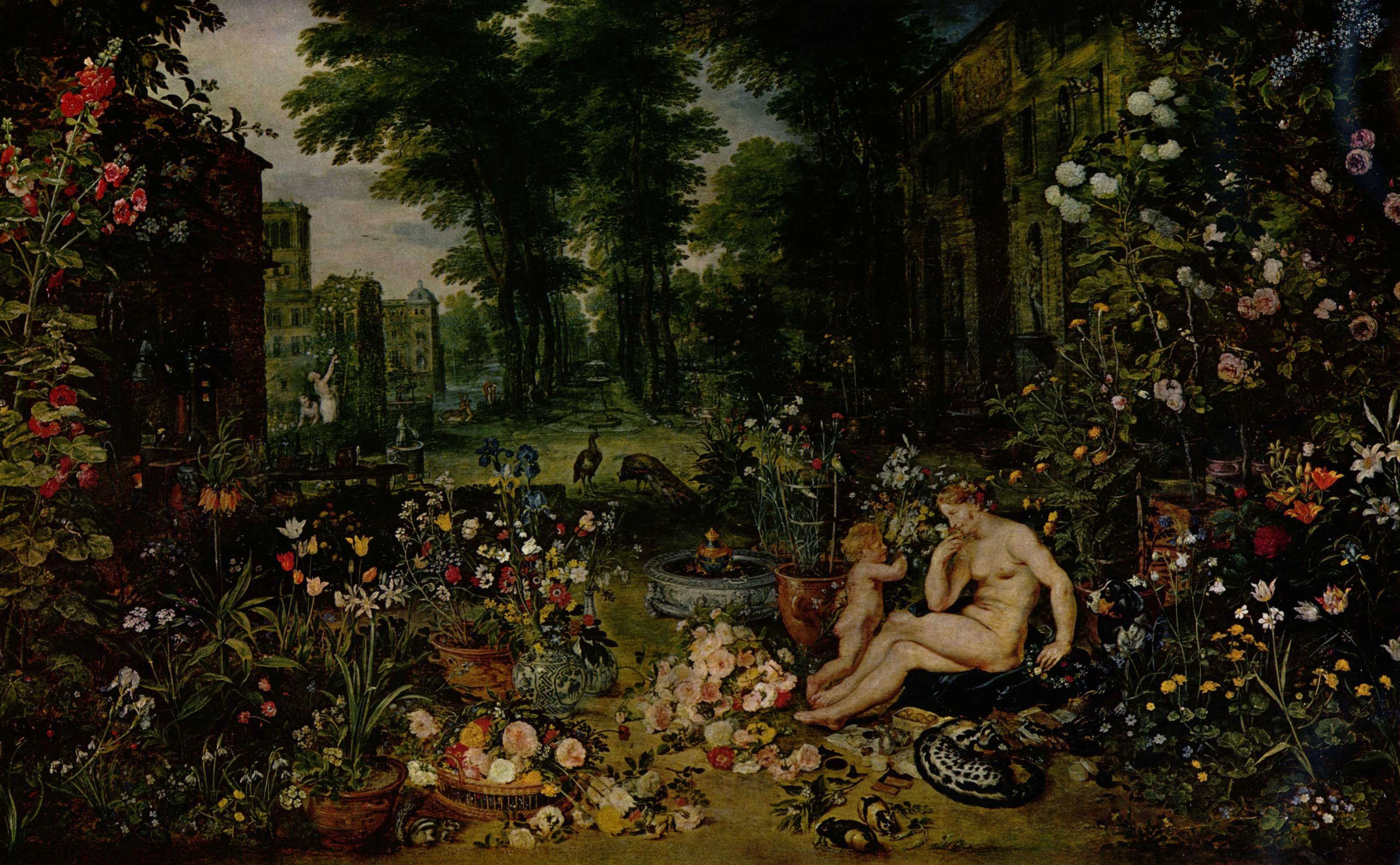
Tableau de Brueghel, qui semble notamment traiter le thème du sens de l'odorat, où l'on distingue une genette apprivoisée au premier plan à droite.

Genette est un nom vernaculaire qui désigne en français de nombreuses espèces de petits mammifères carnivores strictement nocturnes possédant un pelage tacheté gris ou fauve avec une queue annelée.
En France, la genette est intégralement protégée depuis 1972 ; protection confirmée par l'arrêté ministériel du 19 mai 1981 et son piégeage, sa destruction, sa capture formellement interdits.

## Origine des genettes "européennes"
Originaires d'Afrique, elles auraient été introduites en Europe par les Romains ou les Maures.

## Classification
Elles sont classées dans la famille des viverrinés qui regroupe des genettes et des civettes. 
L'attribution du nom, chat, genette ou civette à une espèce animale a varié selon les époques, par conséquent, l'identification d'une espèce lorsqu'elle est citée dans un document nécessite de connaître la date de celui-ci.
Ainsi Frédéric Cuvier appelait genette des espèces aujourd'hui appelées civette. Buffon, au siècle précédent, distingue les genettes des civettes du fait que les premières sont plus petites que les secondes.

## Noms français et noms scientifiques correspondants
Liste alphabétique des noms vulgaires ou des noms vernaculaires attestés en français.

Note : certaines espèces ont plusieurs noms et, les classifications évoluant encore, certains noms scientifiques ont peut-être un autre synonyme valide.
- Genette d'Angola - Genetta angolensis
- Genette aquatique - Osbornictis piscivora
- Genette d'Europe - Genetta genetta
- Genette géante - Genetta victoriae
- Genette de Johnston - Genetta johnstoni
- Genette pardine - Genetta maculata
- Genette servaline - Genetta servalina
- Genette tigrine - Genetta tigrina